# Писта смрти
Писта смрти је епизода серијала Мали ренџер (Кит Телер) објављена у Лунов магнус стрипу бр. 392. Епизода је изашла у јануару 1980. године, имала 84 странице, и коштала 10 динара. Аутор насловнице је непознат. (Насловна страница је репродукција оригиналне насловнице једне од ранијих епизода.) Издавач је био Дневник из Новог Сада. Ово је други део епизоде која је започета у ЛМС-391. под називом Инвазија кондора.

## Оригинална епизода
Оригинална епизода под називом La miniera maledetta изашла је у Италији у издању Sergio Bonnelli Editore у марту 1979. године под редним бројем 184. Коштала је 500 лира. Епизоду је нацртао Франческо Гамба. Насловницу је нацртао Франко Донатели. (Ова насловница употребљена за епизоду Земљотрес, ЛМС-511).

## Кратак садржај
Кит успева да неопажен уђе у пуебло људи-кондора. Тамо наилази на двоје затвореника, проф. Блуфилда и његову ћерку Бренду с којима одмах смишља план за бекство. За то време, поглавица Кондор наређује погубљење Френкија и још једног члана банде, којег оптужује за издају. Уочи погубљења, Блуфилд успева да спаси Френкија и бежи с њим на једном хенг-глајдеру, док Кит и Бренда остају заробљени унутар катакомби испод пуебла. Кит и Бренда успевају да се извуку кроз дугачак димњак и, уз Френкијеву помоћ, који је у међувремену научио да вози хенг-глајдер, побегну из пуебла на хенг-глајдеру. Док Кит и Бренда одлећу, Френки баца експлозив и уништава пуебло заједно са целом бандом људи кондора.